# Maite Larrauri Gómez
Maite Larrauri Gómez (Valencia, 1950) es una filósofa y escritora feminista española.

## Biografía
Maite Larrauri nació en Valencia en 1950. Realizó sus primeros estudios en la Alianza francesa y en el Instituto de enseñanza pública. Se doctoró en Filosofía en la Facultad de Filosofía y Letras de la Universitat de València. Su tesis doctoral se tituló Verdad y racionalidad en Michel Foucault. Impartió clases de Filosofía en institutos de Secundaria de Valencia durante 36 años. Desde 2006 hasta 2012 impartió clases en el Liceo Español de Roma.
En 1975 participó en la creación de la Asociación de Mujeres Universitarias e introdujo en España el feminismo de la diferencia, incluida por una de las primeras feministas italianas, Carla Lonzi;  Larruari afirma que entiende y defiende la igualdad de los derechos, la igualdad ante la ley y de oportunidades pero que el femismo es mucho más; dice yo no quiero ser igual. Porque, ¿de qué estamos hablando? ¿Igual a quién? La igualdad hay que dejarla únicamente en el terreno de la ley, pero no hay que olvidar que tenemos una historia diferente, sufrimos de forma diferente y nuestra experiencia es diferente.
Fue también colaboradora del periódico El País, en el que publicó algunos artículos de opinión y en obras colectivas como «¿Conocer o pensar la historia?», en De los símbolos al orden simbólico femenino: (ss. IV-XVII) (1998) o «No se gana la guerra con la fuerza», en Sobre la guerra y la violencia en el discurso femenino (1914-1989) (2006).
Ha publicado numerosos artículos en revistas españolas (Archipiélago, Revista de Occidente, Cuadernos de Pedagogía, Disenso, Er), y en alguna extranjera (Rue Descartes, Via Dogana) sobre Foucault, Spinoza, Kierkegaard, Bergson, Nietzsche, Weil.
Como divulgadora de filosofía ha participado en el programa de RTVE Para Todos la 2 en la sección Filosofía para profanos explicando frases y conceptos filosóficos. Con este mismo título y con la colaboración del dibujante Max, Larrauri publicó la colección Filosofía para profanos de 10 libros, entre ellos, La libertad según Hannah Arendt, La amistad según Epicuro, La potencia según Nietzsche o La Educación según John Dewey.
Escribe en la revista digital Fronterad  Entre la pobreza y el sol: Albert Camus, Un viejo maniaco de la felicidad es lo que soy, La imagen de Albert Camus, ‘El extranjero’, de Albert Camus, y su secuela. ¿Se puede verificar una obra literaria? ...

## Obras
- Conocer Foucault y su obra, 1980, [13]
- Contra el elitismo: Gramsci: Manual de uso, 2018, Editorial Ariel
- Anarqueologia: Foucault y la verdad como campo de batalla[14]
- Un sujeto inesperado, 2021.